# Erebia micans
Erebia micans är en fjärilsart som beskrevs av Hamilton 1909. Erebia micans ingår i släktet Erebia och familjen praktfjärilar. Inga underarter finns listade i Catalogue of Life.